# Бад-Болль
Бад-Болль (нем. Bad Boll, до 31 мая 2007 года называлась Болль) — община в районе Гёппинген, федеральная земля Баден-Вюртемберг, Германия. Община подразделяется на 3 сельских округа.

## История
На месте общины курорт существовал еще в Средние века, а также охотничий домик Герцога Вюрттембергского. В 19 веке курорт приобрел пастор Йоханн Кристоф Блюмхардт, который использовал его в качестве центра своего министерства лечения и евангелизма. Его сын Кристоф Фридрих Блумхардт руководил курортом и центром до своей кончины в 1919 году. В 1921 году семья Блумхардт передала комплекс спа в собственность Herrnhuter Brüder-Unität или Моравской церкви. После Второй мировой войны Бад-Болль стал западноевропейским штабом церкви и был им до объединения Германии в 1989 году. В 1945 году в городе была основана первая Евангелическая Академия.

## Достопримечательности
В Бад-Болле имеется сернистый источник (81/2—91/2° Р.), который, еще в XIX веке, использовался для лечебных ванн, как питьё и сырьё для ингаляций при болезнях легких.